# Anna Stångberg
Anna Astrid Elisabeth Stångberg, född Fagerström 8 december 1924 i Lidingö, Stockholms län, död 28 mars 2017, var en svensk harpist i Kungliga Hovkapellet och Sveriges Radios symfoniorkester.

## Biografi
Anna Stångberg föddes 1924 som dotter till skogstjänstemannen Karl Johan Fagerström och Ingrid Lang-Fagerström. Hennes mor arbetade som harpist vid Kungliga Hovkapellet. Hon studerade från 1942 till 1947 för J. Moraeu vid Musikhögskolan i Stockholm. Stångberg arbetade från 1942 till 1953 vid Oscarsteatern. Hon var från 1954 till 1960 förste harpist i Kungliga Hovkapellet. Stångberg var från 1960 förste harpist i Sveriges Radios symfoniorkester och från 1968 lärare vid Musikhögskolan i Stockholm. Stångberg avled 28 mars 2017.
Hon framträdde som solist och kammarmusiker, bland annat i Sveriges Radio.
Stångberg var från 1947 gift med orkesterchefen Allan Stångberg (1916–1996). Makarna är begravda på Lidingö kyrkogård.